# Stygnomma purpureum
Stygnomma purpureum is een hooiwagen uit de familie Stygnommatidae.